# Placca euroasiatica

Mappa delle placche terrestri.
La placca euroasiatica è in verde.

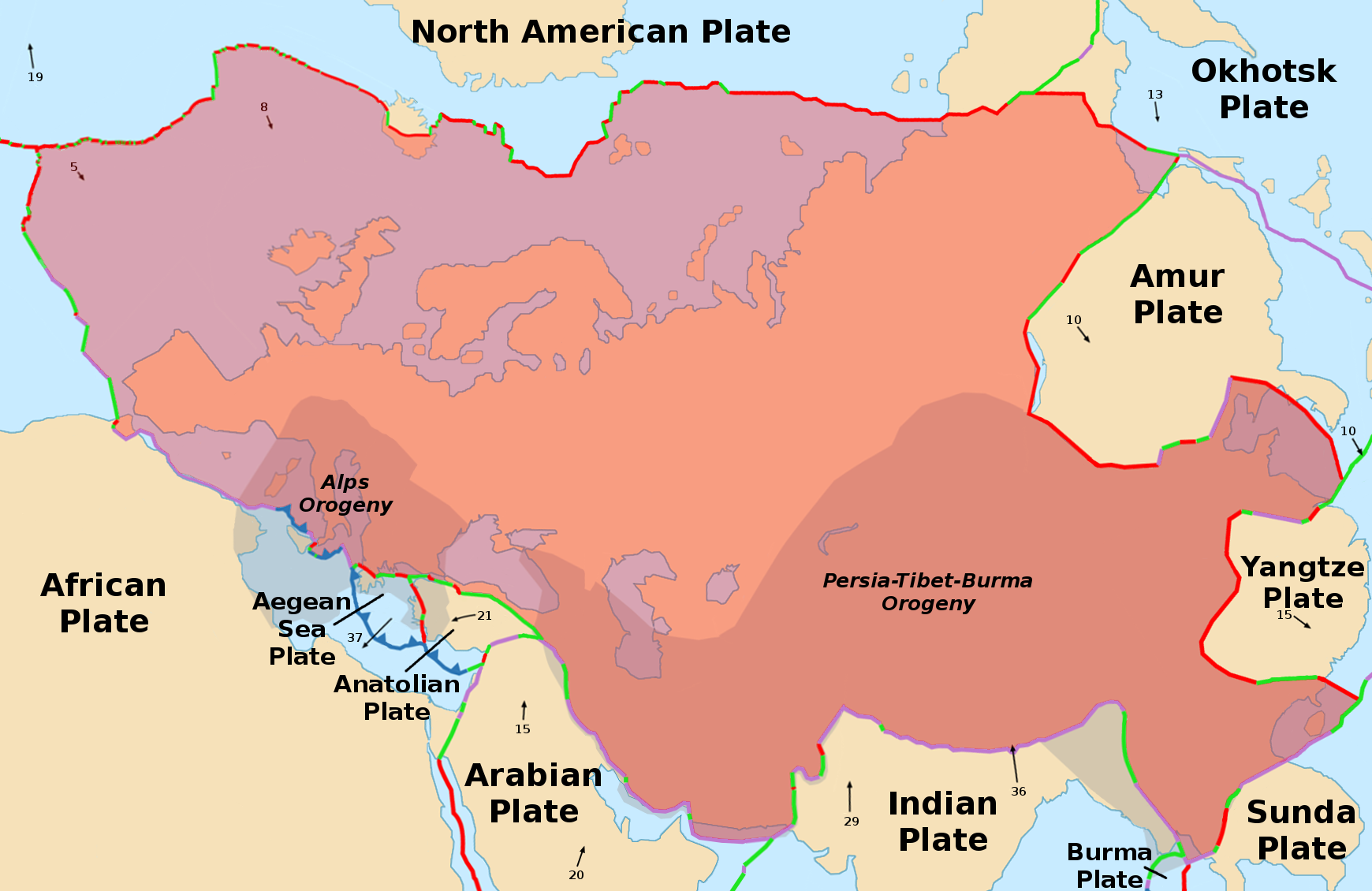
Dettaglio della placca euroasiatica.

     La placca euroasiatica è in verde.
La placca euroasiatica è una delle 12 grandi placche tettoniche in cui è divisa la litosfera terrestre. Comprende gran parte dell'Eurasia, con l'esclusione del subcontinente indiano (facente parte della sub-placca indiana della placca indo-australiana), della penisola arabica e della parte nordorientale della Siberia a est della catena montuosa dei monti Čerskij.

## Descrizione
I suoi confini geologici sono:
- ad ovest la placca euroasiatica confina con la placca nordamericana lungo l'importantissima dorsale medioatlantica, nella parte settentrionale della quale si trova l'isola dell'Islanda che geologicamente è divisa quasi equamente fra le due placche;
- il confine sud-occidentale è spartito fra la placca africana e quella arabica;
- a sud, la placca euroasiatica confina per un lungo tratto con la placca indo-australiana (anche considerata come composta dalla sottoplacca indiana e da quella australiana), lungo un margine convergente che vede l'affondamento di quest'ultima, segnato dalla presenza delle più imponenti catene montuose del pianeta (Himalaya, Karakoram, Pamir) e, più ad est, dalle isole vulcaniche dell'Indonesia e dalla fossa di Giava;
- ad est, la fossa delle Ryūkyū e la fossa delle Filippine segnano il confine con la placca delle Filippine;
- il confine nord-orientale è con la placca nordamericana, in corrispondenza della catena montuosa dei monti Čerskij nella Siberia nordorientale;
- il confine settentrionale, sempre con la placca nordamericana, passa per le zone artiche: è costituito da un margine divergente segnato dalla dorsale di Gakkel, prosecuzione verso nord della dorsale medioatlantica.

La placca euroasiatica comprende sia zone formate da crosta continentale che zone formate da crosta oceanica, la maggiore delle quali è la zona di espansione dei fondali oceanici ad est e a ovest della dorsale medioatlantica.